# Bartender (манга)
Bartender (яп. バーテンダー Ба:тэнда:) — манга, написанная Араки Дзё и проиллюстрированная Кэндзи Нагамото, в которой рассказывается о гениальном бармене, который помогает людям решать их проблемы. Впервые вышла в журнале Super Jump. Позднее манга была адаптирована в 11-серийное аниме, которое выходило в эфир с 15 октября 2006 по 30 декабря 2006.

## Критика
По состоянию на январь 2011 года в Японии было продано более 2,8 миллионов копий этой манги; отдельные тома появлялись в списках бестселлеров манги в этой стране.